# Chiesa della Natività di Maria Vergine (Valmacca)
La chiesa della Natività di Maria Vergine è la parrocchiale di Valmacca, in provincia di Alessandria e diocesi di Casale Monferrato; fa parte dell'unità pastorale Madonna dell'Argine – San Giovanni Bosco.

## Storia
Anticamente la comunità di Valmacca dipendeva dalla pieve di Frassineto ed era sottoposta all'autorità degli arcivescovi di Milano.
La chiesa fu costruita nel 1589 con il contributo di alcune ricche famiglie di Casale e di Calliano e consacrata il 24 giugno 1605 dall'arcivescovo di Milano Federico Borromeo.
L'edificio venne interessato da un rifacimento nel Settecento; nel 1763 la parrocchia fu visitata dall'arcivescovo Giuseppe Pozzobonelli e nel 1786 si provvide ad aggiungere le navate laterali.
Nel 1803 la chiesa entrò a far parte della diocesi di Alessandria e tre anni dopo passò a quella di Casale; nel mentre nel 1860 fu ampliato il presbiterio.

## Descrizione

### Esterno
La facciata a capanna della chiesa, rivolta a nordovest, presenta centralmente il portale d'ingresso ed è scandita da otto semicolonne doriche sorreggenti il timpano triangolare al centro del quale v'è un'immagine sacra.
Annesso alla parrocchiale è il campanile in mattoni a base quadrata, la cui cella presenta su ogni lato una monofora ed è coperta dal tetto a quattro falde.

### Interno
L'interno dell'edificio è suddiviso in tre navate; al termine dell'aula si sviluppa il presbiterio, ospitante l'altare maggiore e chiuso dall'abside.
Qui sono conservate diverse opere di pregio, tra le quali gli affreschi raffiguranti i Santi Carlo, Ambrogio, Siro ed Evenzio, le Virtù teologali e i Santi Pietro e Paolo, un Crocifisso in ceramica, realizzato da Luigi Bagna, autore pure della Via Crucis e di una statuetta con soggetto San Giovanni, due tele raffiguranti rispettivamente l'Entrata di Gesù in Gerusalemme nella domenica delle palme e l'Ultima cena, eseguite entrambe da Tommaso Saletta nel 1765, la statua della Madonna col Bambino, attorno alla quale vi sono le raffigurazioni dei Misteri del Rosario, e l'organo, costruito nel 1881 da Alessandro Mentasti.